# Prytaneion

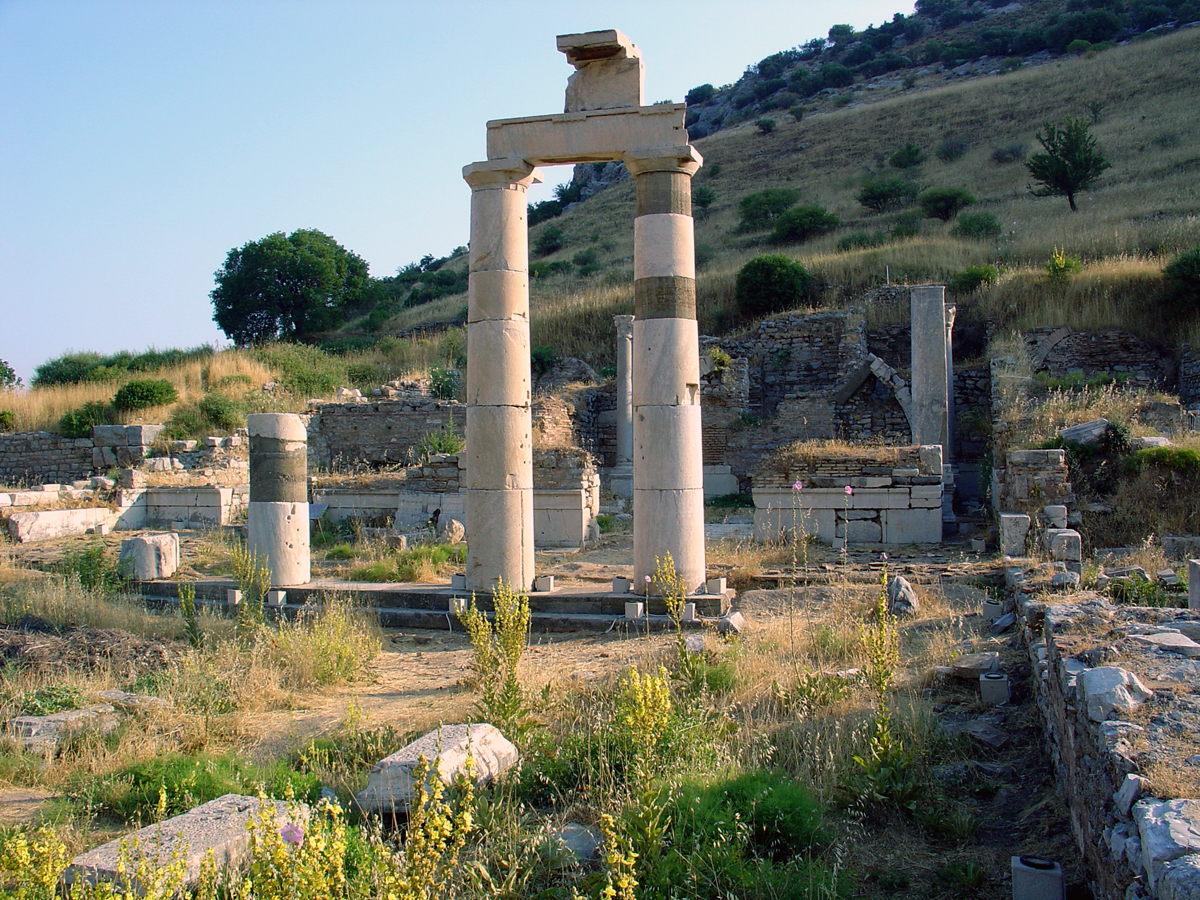
Restanten van Prytaneion.

Het Prytaneion (Oudgrieks πρυτανειον) was de zetel van de Prytaneis (regering) van een polis (stad) in Hellas. Hun metgezellen, de Prytanen, waren de leidende vertegenwoordigers van de boulè (raad van de 400 of 500). Het Prytaneion staat in het centrale deel van de stad: de Agora. In het Prytaneion brandde het heilige vuur van Hestia, de godin van het haardvuur. (cf. Aedes Vestae te Rome)

## Athene
Aan de zuidwestkant van de Agora van Athene stond de tholos die als zetel der Prytaneis diende. Deze was waarschijnlijk tussen 470 en 460 v.Chr. op de ruïne van een ouder gebouw opgericht, dat in 480 v.Chr. door de Perzen verwoest was en eventueel ook al als Prytaneion dienstgedaan zou kunnen hebben. In het Prytaneion werden ook banketten gehouden.
Door Dracon werd hier bij de dood van een dier of vernielen van een zaak door de βασιλεύς of vier φυλοβασιλεις (leiders van een φυλη) beslist worden over de eventuele verbanning van de dader. Voor andere rechtszaken werd het prytaneion echter niet gebruikt.
De Prytaneis van Athene wordt na de hervormingen van Kleisthenes door 50 Prytanen verbeeld, van dewelke dag en nacht een drietal aanwezig moeten zijn. Zij slapen in de Tholos en worden hier ook verpleegd.
De Tholos wordt in 86 v.Chr. door Sulla verwoest en onder de Romeinse keizer Augustus weer opgebouwd. Dit gebouw is tot ongeveer 450 na Chr. gebruikt.

## Olympia
In Olympia was het prytaneion de plaats waar de prytanen verbleven gedurende de Olympische Spelen. Tijdens de spelen werden er ook feestmalen gehouden in dit prytaneion.

## Op andere plaatsen
Het Grieks heiligdom in Dodona had een prytaneion waar de prytanen konden verblijven. Ook in Magnesia ad Meandrum had men een prytaneion.